# Elecciones provinciales de Salta de 1949
Las elecciones generales de la provincia de Salta de 1949 tuvieron lugar el domingo 27 de noviembre del mencionado año en modo anticipado, ya que estaban originalmente programadas para 1950. Fueron convocadas por Baudilio Espelta, presidente de la Cámara de Diputados provinciales, que ejercía interinamente el poder ejecutivo salteño tras la renuncia del gobernador Lucio Alfredo Cornejo Linares. El vicegobernador de Conrejo Linares, Roberto San Millán, ya había renunciado previamente en medio de las disputas internas del gobernante Partido Peronista (PP).
En medio de una atmósfera tensa, y con fuertes lluvias el día de los comicios, la participación fue atrozmente baja, de solo el 52,03%, a pesar de ser obligatorio el voto. Esto no impidió que Oscar Héctor Costas, el candidato oficialista, resultara ampliamente electo con el 62,28% de los votos. La Unión Cívica Radical (UCR), hasta entonces tercera fuerza provincial, obtuvo prácticamente el monopolio del voto antiperonista con el 34,42% restante. El Partido Demócrata Nacional (PDN), que era el principal partido opositor hasta entonces, obtuvo solo 903 votos, y el Partido Laborista (PL), que formaba parte de la antigua coalición que llevó a Juan Domingo Perón al poder y luego se había escindido en protesta por la fusión en el PP, obtuvo únicamente 277 votos.
Con respecto al plano legislativo, el PP obtuvo 21 senadores contra 2 de la UCR, siendo la primera elección tras la creación del Departamento San Martín. El PP obtuvo a su vez 30 de los 35 diputados en disputa, y la UCR los 5 restante, deviniendo una legislatura plenamente bipartidista. Los cargos electos asumieron el 10 de enero de 1950, con un mandato acortado hasta el 4 de junio de 1952 por la reforma constitucional argentina de 1949. Costas, sin embargo, no pudo finalizarlo debido a la continuidad de la crisis interna del peronismo, renunciando a mediados de 1951, y siendo sustituido por su vicegobernador, Carlos Xamena.

## Resultados

### Gobernador y vicegobernador
|  | 62,28 % |

|  | 34,42 % |

|  | 2,52 % |

|  | 0,77 % |

|  | 96,50 % |

|  | 3,50 % |

|  | 100 % |

|  | 52,03 % |